# قرار مجلس الأمن التابع للأمم المتحدة رقم 791
قرار مجلس الأمن التابع للأمم المتحدة رقم 791، المتخذ بالإجماع في 30 تشرين الثاني / نوفمبر 1992، بعد التذكير بالقرارات 637 (1989)، 693 (1991)، 714 (1991)، 729 (1992) و784 (1992)، وافق المجلس على قرار صادر عن الأمين العام بطرس بطرس غالي يمدد ولاية بعثة مراقبي الأمم المتحدة في السلفادور لمدة ستة أشهر أخرى حتى 31 أيار / مايو 1993.
ورحب المجلس باعتزام الأمين العام تكييف الأنشطة المستقبلية وقوة البعثة بعد التقدم الأخير في محادثات السلام، مؤكداً من جديد على استخدام مساعيه الحميدة فيما يتعلق بإحراز تقدم في السلام. كما حث كلا الطرفين، جبهة فارابوندو مارتي للتحرير الوطني وحكومة السلفادور، على تنفيذ واحترام الاتفاقات الموقعة من قبلهما في مكسيكو سيتي في 16 كانون الثاني / يناير 1992 وممارسة أقصى درجات ضبط النفس.
كما طالب القرار بتقديم مساهمات طوعية من الدول الأعضاء والمؤسسات المالية والإنمائية الدولية من أجل عملية السلام، وطالب الأمين العام بإطلاع مجلس الأمن على التطورات قبل انتهاء الولاية الحالية.

## روابط خارجية
- نص القرار في undocs.org